# Sprengstoffwerke Allendorf und Herrenwald

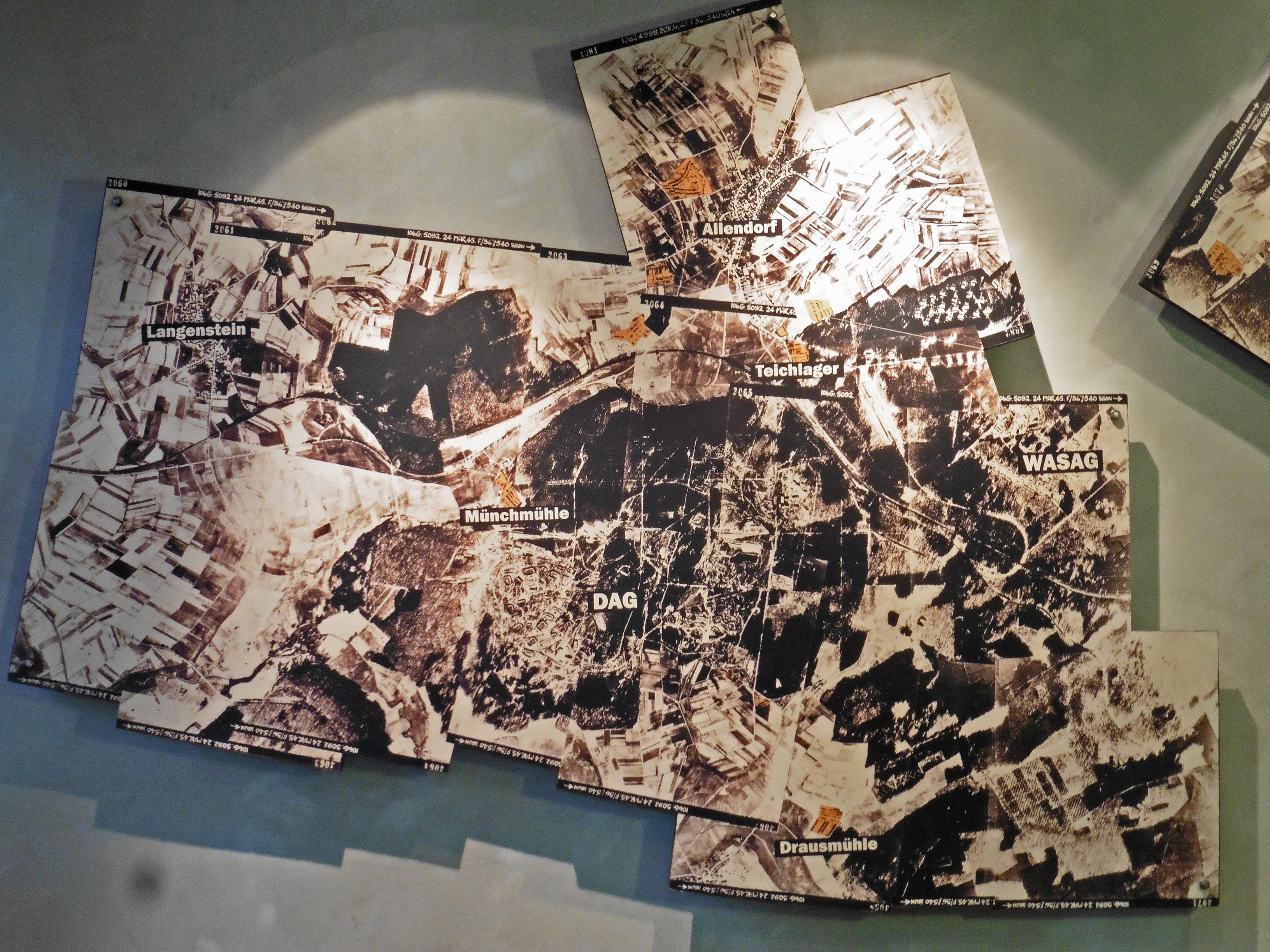
Luftbild der beiden Sprengstoffwerke von ca. 1944

Die Sprengstoffwerke Allendorf und Herrenwald waren zwei Sprengstofffabriken, die in der Zeit des Nationalsozialismus ab 1938/39 im Herrenwald in der Gemarkung der damaligen Landgemeinde Allendorf (heute Stadtallendorf) im seinerzeit preußischen Landkreis Marburg errichtet wurden. Die Errichtung der Werke erfolgte im Auftrag und auf Rechnung der deutschen Wehrmacht über ein getarntes staatliches Finanzierungs- und Verwaltungssystem (→ Montan-Schema), während der eigentliche Betrieb in den Händen der Gesellschaft m. b. H. zur Verwertung chemischer Erzeugnisse (Verwertchemie) als Tochterfirma der Dynamit AG (DAG) bzw. der Westfälisch-Anhaltischen Sprengstoff-Actien-Gesellschaft (WASAG) lag.
Der Tarnname für das Werk Allendorf der Verwertchemie bzw. DAG lautete Barbara I. Tarnname für das benachbarte Werk Herrenwald der WASAG war Barbara II. Die im Zweiten Weltkrieg nicht zerstörten Anlagen und Gebäude der beiden Sprengstoffwerke bildeten nach 1945 die Grundlage für die Entwicklung des Dorfes Allendorf hin zur heutigen Mittelstadt Stadtallendorf im Landkreis Marburg-Biedenkopf in Hessen.

## Vorgeschichte und Standortwahl

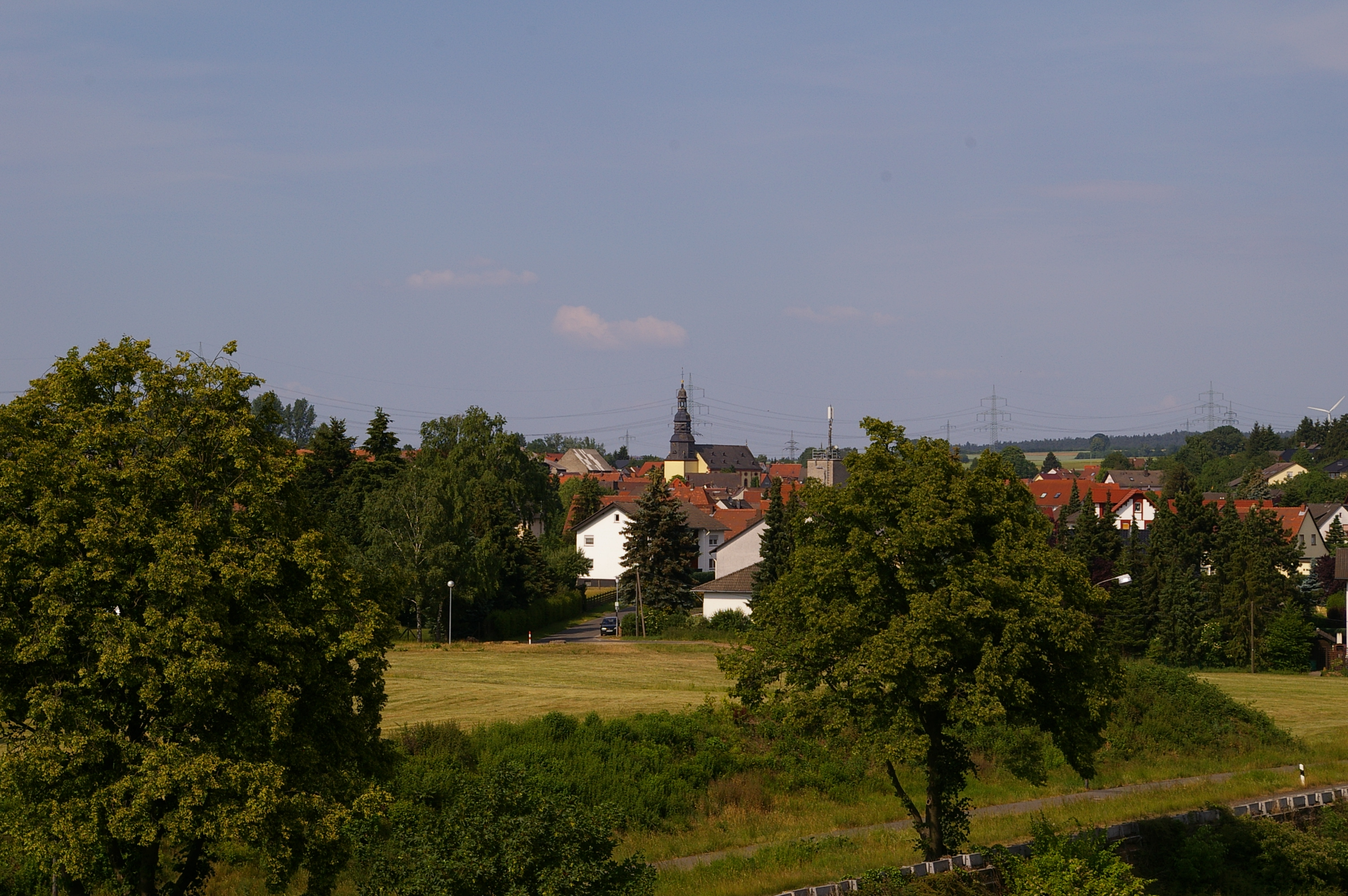
Das Dorf Allendorf, die heutige „Altstadt“ von Stadtallendorf

Die Planung und der Bau der beiden Sprengstofffabriken standen im Zusammenhang mit der Aufrüstung der Wehrmacht nach der sogenannten Machtergreifung der Nationalsozialisten am 30. Januar 1933. Um den massiven Munitionsbedarf der Wehrmacht, vor allem auch im Kriegsfall, decken zu können, mussten die durch den Friedensvertrag von Versailles eingeschränkten Produktionskapazitäten im Pulver- und Sprengstoffbereich deutlich ausgeweitet werden. In Absprache zwischen dem Heereswaffenamt und den privaten Firmen wie insbesondere der DAG und WASAG begann daher die Errichtung einer Reihe von getarnten „Schattenwerken“, die erst im Mobilmachungs- oder Kriegsfall die Produktion aufnehmen sollten. Gemeinsam war all diesen Werken die abgelegene Lage im ländlichen Raum, die aufgelockerte und teilweise verbundene Bauweise, und Tarnungsmaßnahmen.
Bis 1938 war die rund 1.500 Einwohner zählende Gemeinde Allendorf im Osten des Landkreises Marburg ein bäuerlich geprägtes Dorf wie viele andere. Zur Unterscheidung von den anderen Ortschaften gleichen Namens – darunter allein 13 im heutigen Hessen – wurde es umgangssprachlich auch Allendorf im Bärenschießen oder Katholisch-Allendorf genannt. Die letztere Bezeichnung erklärt sich daher, dass die Einwohner von Allendorf, mit Ausnahme einer kleinen jüdischen Gemeinde, fast ausschließlich katholischen Glaubens waren. Wegen der durchweg kleinen landwirtschaftlichen Flächen war ein Teil der Ortsbevölkerung gezwungen, als Saisonarbeiter (Westfalengänger) insbesondere im Ruhrgebiet zu arbeiten.
Im Jahr 1937 wandten sich im Rahmen des Schnellplans zum Ausbau der deutschen Pulver- und Sprengstofffabriken Offiziere der deutschen Luftwaffe wegen möglicher Standorte von Sprengstoffwerken an das Landratsamt in Marburg. Im Vordergrund stand dabei zunächst die Gegend um Wetter (Hessen) aufgrund der Nähe zu der bereits im Bau befindlichen Luftmunitionsanstalt Frankenberg. Von Seiten des Landkreises wurde zunächst der Frauenberg südlich von Marburg vorgeschlagen, welcher jedoch nicht die Zustimmung der Militärs fand. Ausgewählt wurde schließlich der Staatsforst Herrenwald im Raum Allendorf und Neustadt. Dieses Gelände erfüllte die Forderungen im Hinblick auf die Abgeschiedenheit, die Tarnungsmöglichkeiten und das Arbeitskräftepotential trotz hoher Anforderungen an die Wasser- und Energieversorgung.

## Das Werk Allendorf der Verwertchemie (DAG)

### Aufbau und Infrastruktur

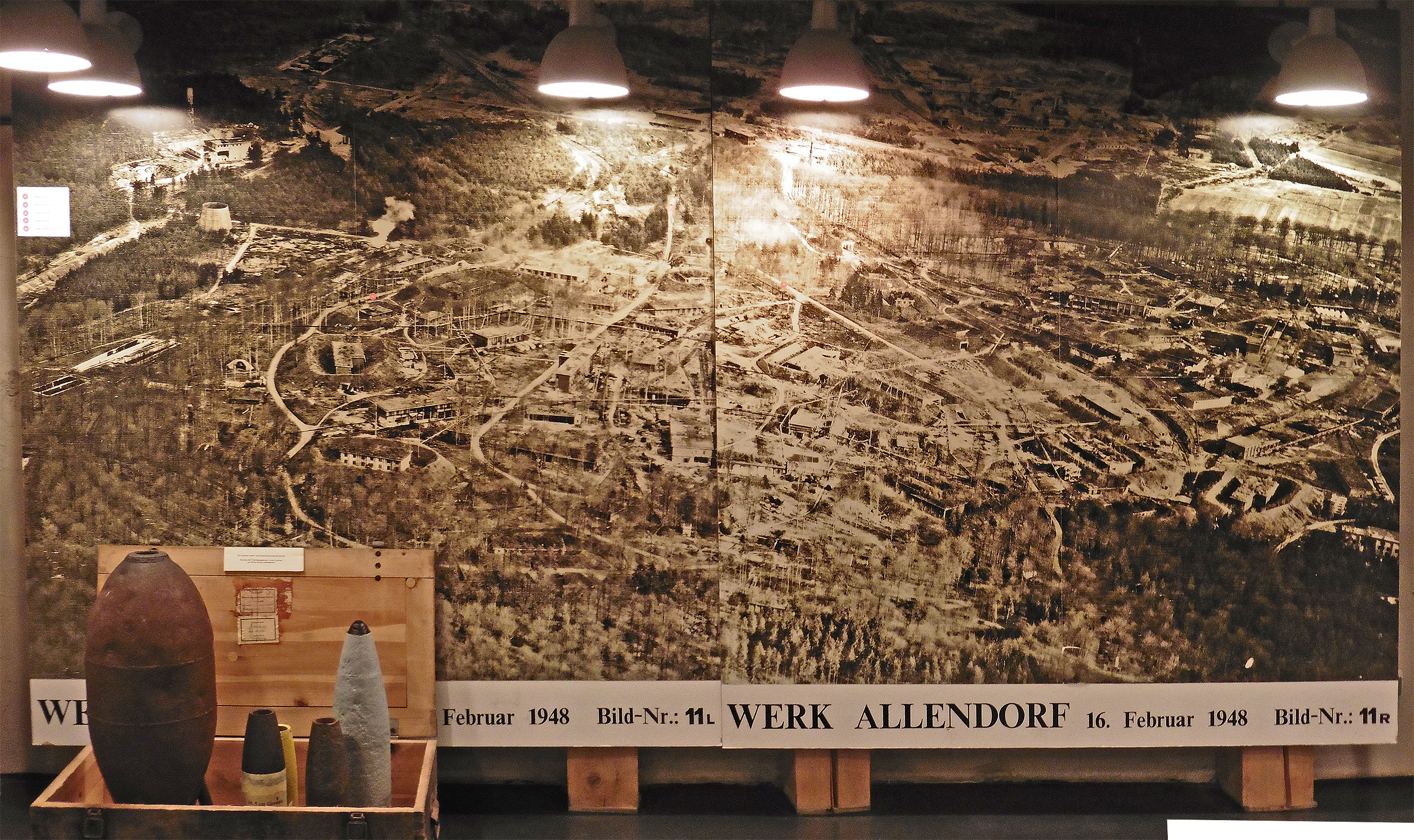
Luftbild vom Werk Allendorf (DAG) vom 16. Februar 1948

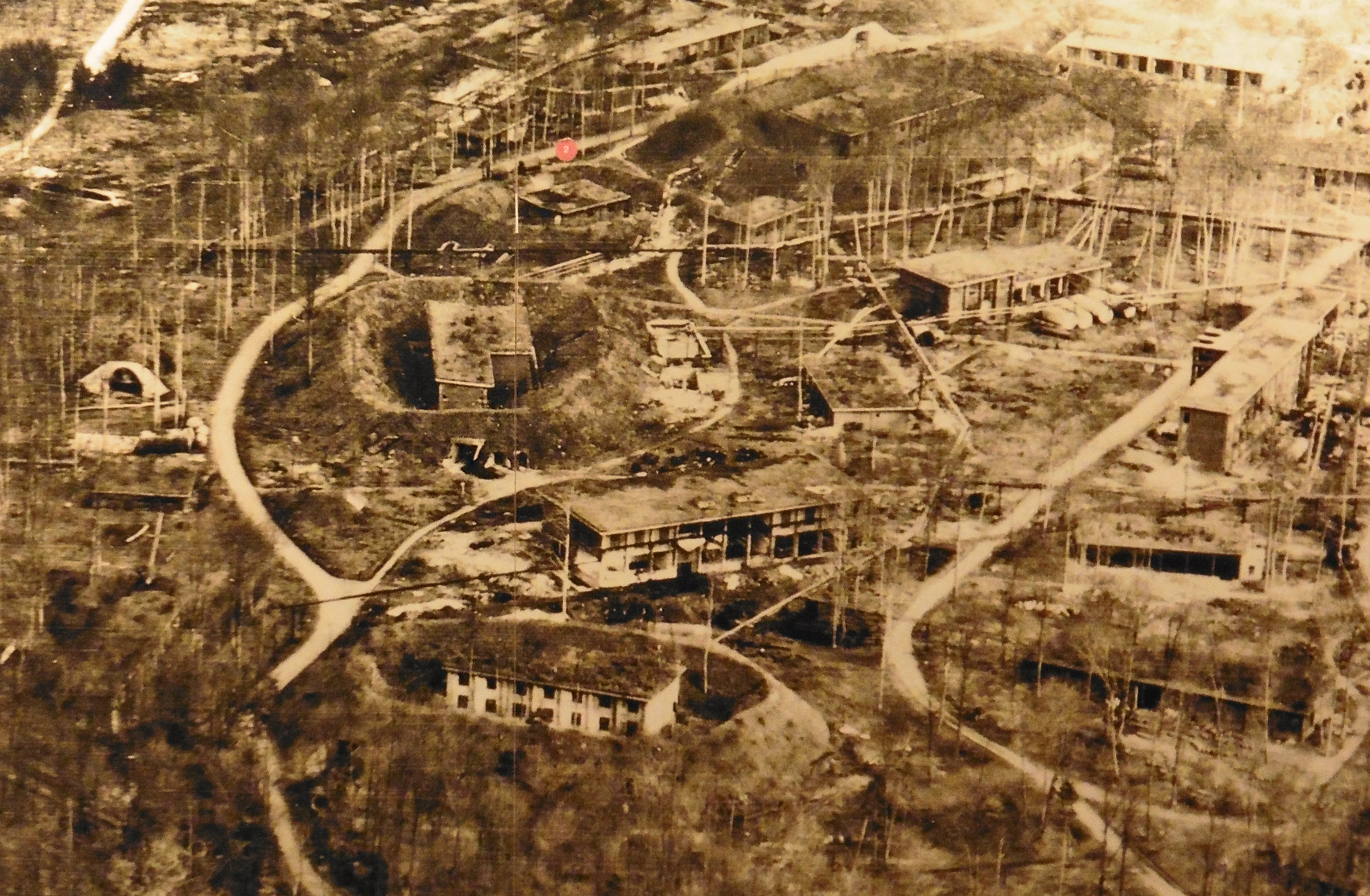
Detail aus dem Luftbild zeigt die Erdwälle um die Produktionsgebäude

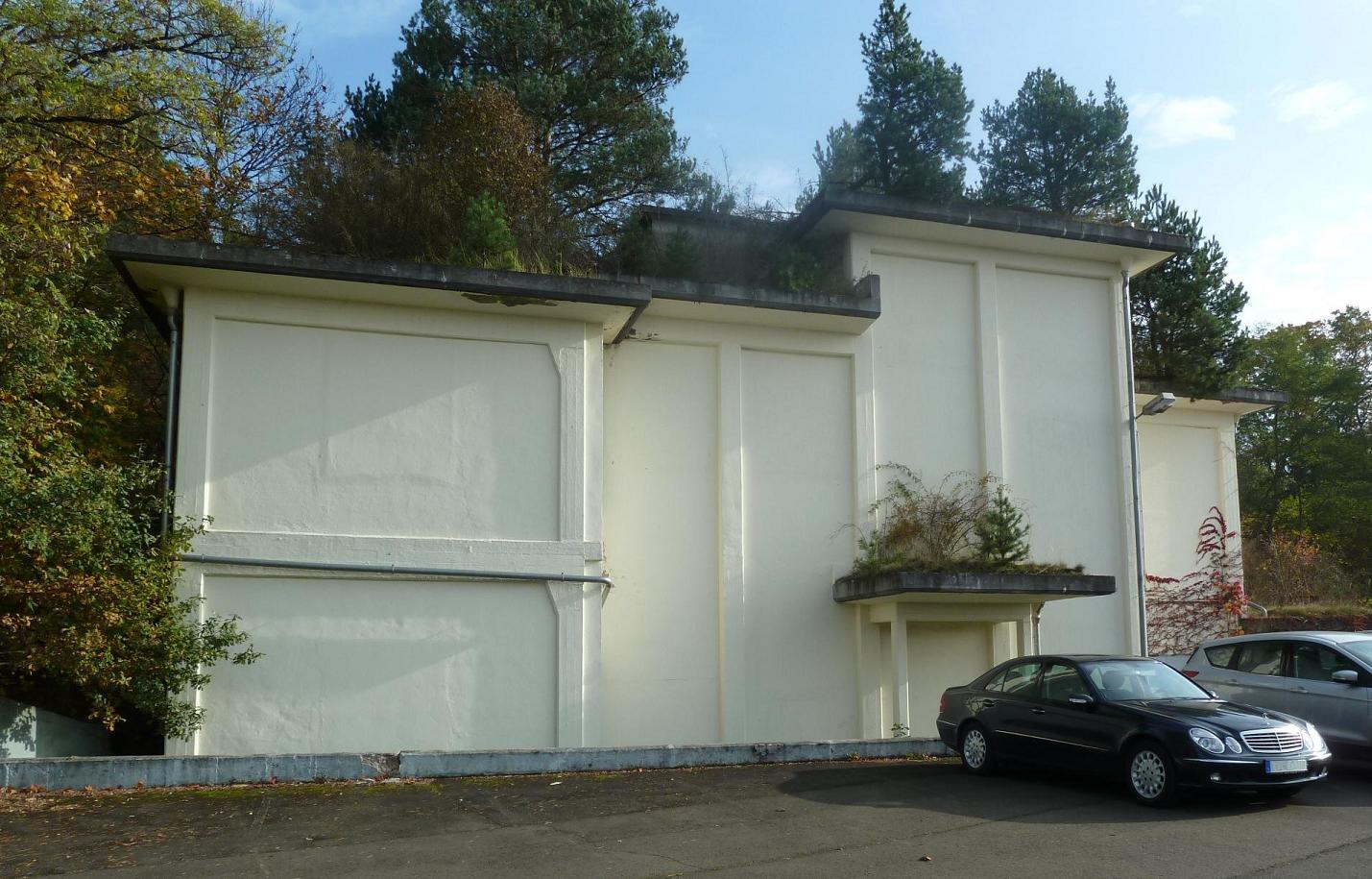
Früheres Schmelz- und Gießhaus der Bombenfüllstelle B

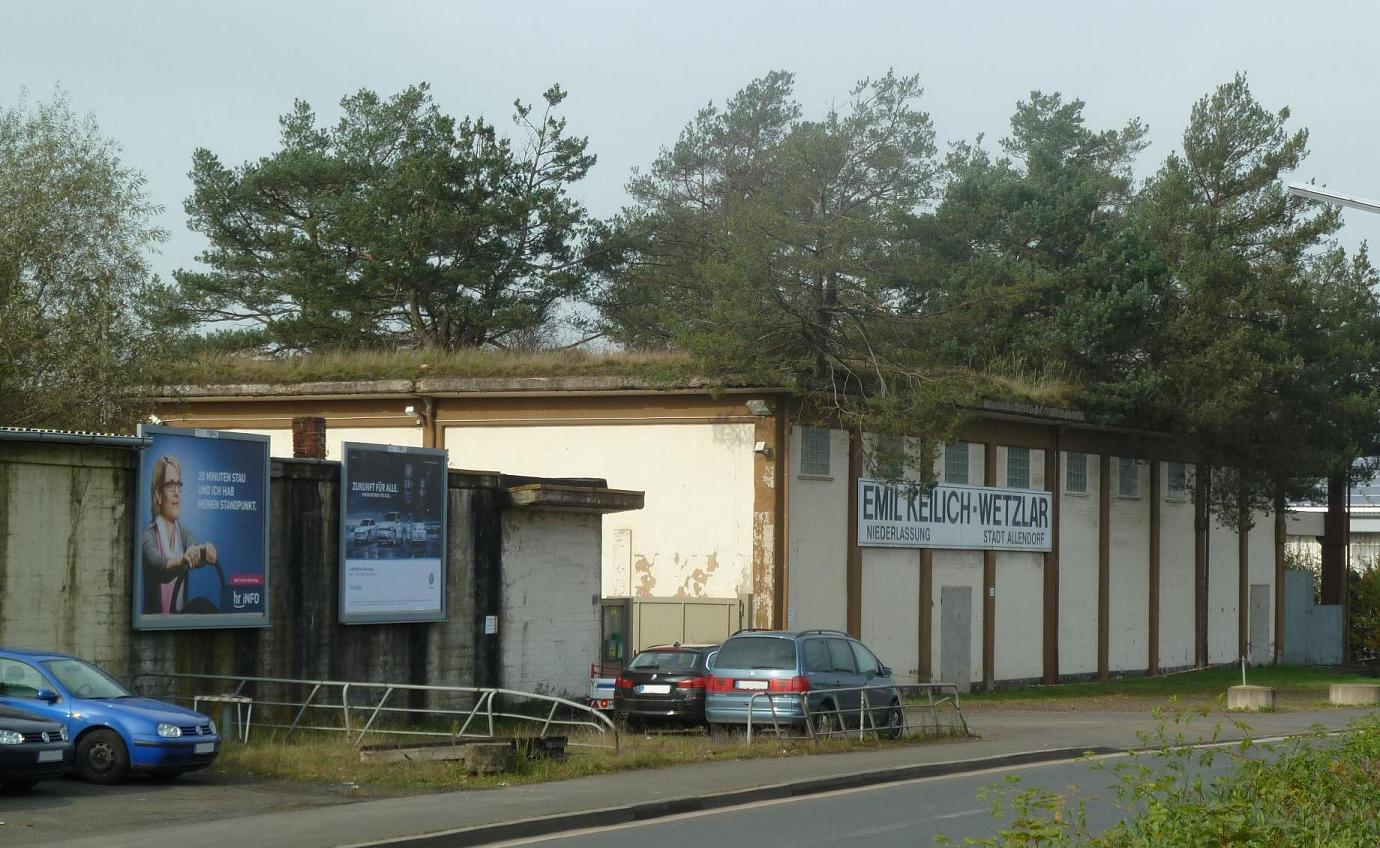
Frühere Verladehalle und Stückhaus der Bombenfüllstelle Y

Im Jahr 1938 erhielt die Dynamit-Aktien-Gesellschaft, vormals Alfred Nobel & Co. (kurz: DAG) aus Troisdorf den Planungs- und Bauauftrag für eine Fabrik zur Produktion von Trinitrotoluol (TNT) bei Allendorf. Auf Beschluss des OKH wurde die Fabrik nach dem Montan-Schema betrieben. Eigentümer des Werkes war daher die im Besitz des Heereswaffenamtes befindliche Verwertungsgesellschaft für Montanindustrie GmbH (kurz: Montan). Diese verpachtete den Standort an die Gesellschaft m. b. H. zur Verwertung chemischer Erzeugnisse (kurz: Verwertchemie), welche wiederum eine 100-prozentige Tochterfirma der DAG war.
Die Bauarbeiten begannen noch im Jahr 1938 mit dem massiven Ausbau des Bahnhofes Allendorf an der Main-Weser-Bahn. Der eigentliche Werksausbau erfolgte ab 1939, wobei die Aufnahme der Produktion für den 1. Oktober 1940 geplant war. Vollständig fertiggestellt wurden die Werksanlagen bis Kriegsende indes nie.
Das vollständig umzäunte Werk Allendorf umfasste eine Fläche von 420 Hektar und bestand aus 413 Gebäuden sowie drei zugehörigen Wasserwerken mit 10 Gebäuden und 33 Tiefbrunnen. Kernstück des Werkes waren die mit den Ziffern I bis IV bezeichneten Produktionsgruppen für den Sprengstoff TNT. Ebenfalls mit römischen Ziffern bezeichnet wurden die beiden Anlagengruppen zur Säurerückgewinnung (Denitrierung) und die vier Anlagengruppen zur Hochkonzentrierung von Schwefelsäure sowie die beiden Säurespaltanlagen⊙ (davon eine gegen Kriegsende noch im Bau).

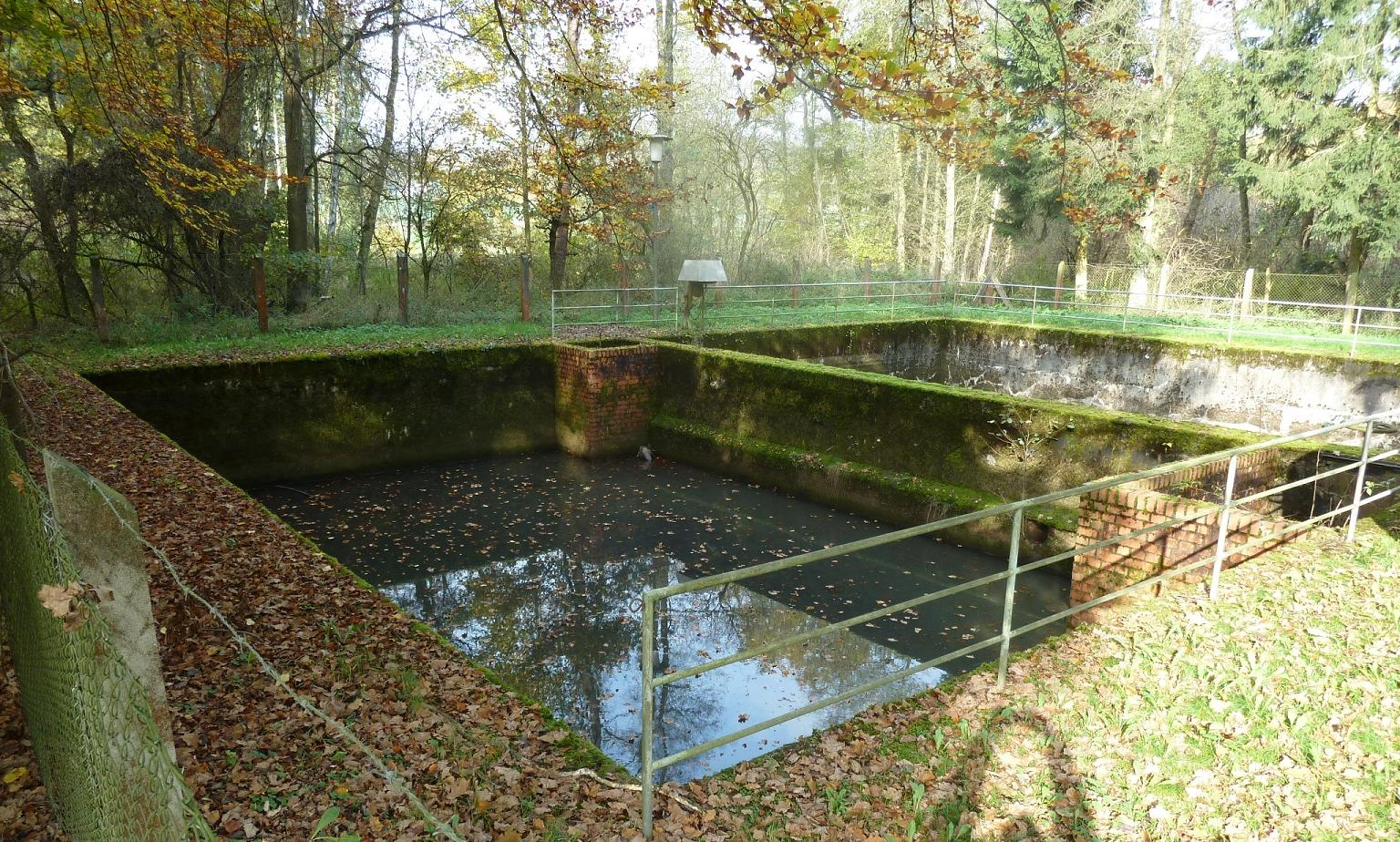
Früheres Wasserwerk III der Fabrik, noch heute in Betrieb

Das im Werk produzierte TNT wurde teilweise noch vor Ort in angelieferte Bomben und Granathülsen verfüllt. Diesem Zweck dienten die werkseigenen Granatenfüllstellen I ⊙ und II ⊙ und die Bombenfüllstellen B, S⊙ und Y (die beiden letzteren kamen über den Versuchsbetrieb nicht hinaus). Zur eigentlichen Fertigstellung der Munition wurde diese anschließend mit der Bahn weiter an die Munitionsanstalten des Heeres und der Luftwaffe geliefert. Im Werk Allendorf gab es weiterhin noch vier Delaborierungsbetriebe zur Aufarbeitung von fehlerhafter Munition bzw. von Blindgängern.

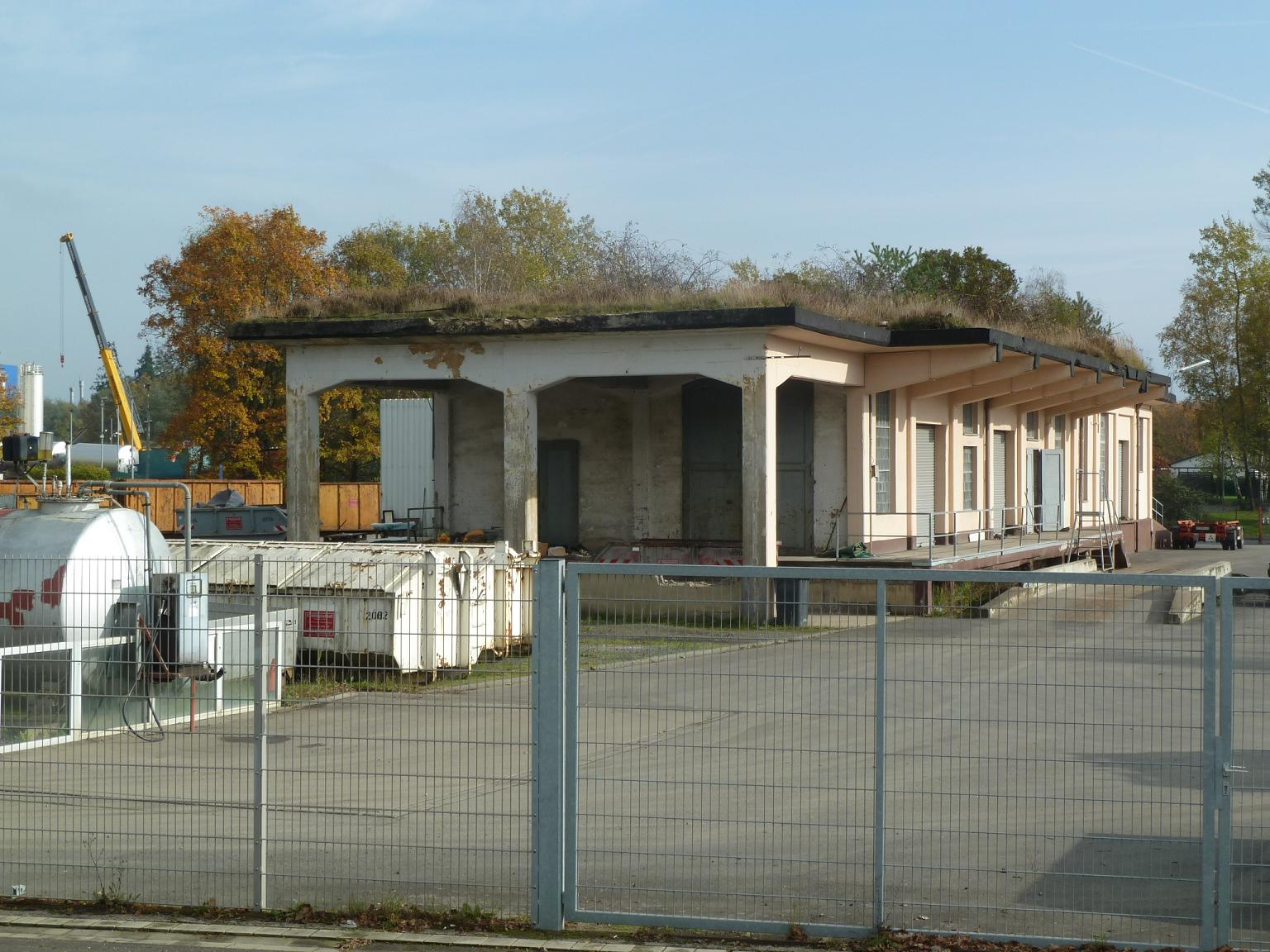
Früheres Hauptlagerhaus

Für die Energieversorgung wurden drei Kraftwerke mit einem Hoch- und Niederspannungsnetz von 110 km Länge errichtet. Über die eigenen Wasserwerke wurden zwei getrennte Leitungsnetze zur Wasser- und Löschwasserversorgung gespeist. Zwei Neutralisationsanlagen mit fünf voneinander getrennten Leitungsnetzen sowie ein 24 km langer Kanal leiteten über ein Zwischenpumpwerk die neutralisierten Produktionsabwässer südlich von Marburg in die Lahn ab. Für den werksinternen Transport bestanden ein 35 km langes Werksbahnnetz und ein 25 km langes Straßennetz. Zu den Neben- und Unterstützungsbetrieben des Werkes zählten außerdem zwei unterirdische Tanklager ⊙ für Vorprodukte, Lagerbunker ⊙ für Sprengstoff und Munition, Maschinen-⊙, und Tischlerwerkstätten einschließlich eines Sägewerks⊙, eine Werksküche, eine Wäscherei, eine Sanitätsstation, eine Werkfeuerwehr, ein Brandplatz und sechs Kesselanlagen für die Schwefelgaserzeugung.
Die permanent gegebene Explosionsgefahr beim Betrieb und die Berücksichtigung feindlicher Luftaufklärung ließ eine eigene, auch bei anderen Sprengstofffabriken der NS-Zeit angewandte, Bauform der Gebäude entstehen. Die Produktionsgebäude waren mit bis zum Dachfirst reichenden Erdwällen umgeben. Die Verbindungsgänge zwischen den einzelnen Gebäuden waren ebenfalls mit Erde abgedeckt. Auf diese Weise entstand der bis heute verbreitete Eindruck einer unterirdischen Anlage. Tatsächlich handelte es sich in allen Fällen um oberirdische Bauten, während nur die Leitungsnetze (Strom, Wasser, Kanal) unter der Erde verlegt waren.

### Produktion
Das Werk Allendorf produzierte ausschließlich TNT. Der Höhepunkt bei der Produktion dieses Sprengstoffs wurde im Juni 1944 erreicht, als in Allendorf monatlich 5.343 t TNT erzeugt wurden, zu diesem Zeitpunkt ein Viertel der deutschen Gesamtfertigung. In der Folge sank die Produktion, auch wegen alliierter Luftangriffe auf die Grundstoffindustrie (Salpetersäure) aber auf rund 3.300 t im Monat. Insgesamt produzierte das Werk Allendorf während des Zweiten Weltkrieges 125.131 t TNT, womit es auch den größten TNT-Produktionsausstoß aller Verwertchemie-Fabriken erreichte (vor der ca. 80 km entfernten Sprengstofffabrik Hessisch Lichtenau). Noch höhere Produktionsziffern erreichten das WASAG-Werk bei Elsnig (142.750 t) und die Dynamitfabrik Krümmel (157.044 t).
Das im Werk Allendorf hergestellte TNT wurde zum Teil und in Verbindung mit anderen Spreng- und Ersatzstoffen auch vor Ort in Munitionshülsen verfüllt. Die beiden Granatfüllstellen waren auf eine Kapazität von 500 t pro Monat ausgelegt, die drei Bombenfüllstellen auf 1000 bis 1500 t pro Monat. Befüllt wurden überwiegend Granaten der Kaliber 10,5 cm, 15 cm und 15,2 cm für das Heer sowie Splitter- und Minenbomben und Lasträume des Marschflugkörpers Fieseler Fi 103 (Propagandabezeichnung V1) für die Luftwaffe.

## Das Werk Herrenwald der WASAG

### Aufbau und Infrastruktur
Auf Weisung des OKW wurde 1939 das Oberkommando der Marine (OKM) zum Bauherr und Eigentümer einer Fabrik für den Sprengstoff Hexanitrodiphenylamin (Hexyl) mit Füllstellen für Seeminen, Torpedos und Bomben für den Einsatz gegen Schiffsziele. Sowohl Planung und Bau als auch Pacht und Betrieb der in unmittelbarer Nähe zum Werk der Verwertchemie bzw. DAG gelegenen Fabrik erfolgten unter der Regie der Westfälisch-Anhaltischen Sprengstoff-Actien-Gesellschaft (WASAG).
Die Werksanlagen waren im Prinzip ähnlich aufgebaut wie diejenigen der Verwertchemie. Das Werksgelände umfasste ebenfalls eine Fläche von etwa 420 ha, auf dem 230 Gebäude, Hallen und Lagerbunker errichtet wurden. Die wichtigsten Anlagen im Werk Herrenwald ⊙ waren die vier teilmechanisierten Füllgruppen sowie die beiden Hexyl-Produktionsgruppen. Zwei weitere Produktionsgruppen sowie eine Zünderanlage befanden sich bei Kriegsende noch im Bau. Weiterhin waren je eine Anlagengruppe zur Säurerückgewinnung und Konzentration vorhanden.
Der Versorgung und Unterstützung des Betriebes dienten ein 75 km langes Hoch- und Niederspannungsnetz, ein 29 km langes Wasserversorgungs- und Löschwassernetz, zwei Abwasserneutralisationsanlagen mit zwei getrennten und insgesamt 10 km langen Abwasserleitungsnetzen, ein 25 km langes Straßennetz und ein eigener Werksbahnhof mit Anschluss zum Bahnhof Allendorf. Ähnlich wie im Nachbarwerk gab es Werkstätten, Sanitäreinrichtungen, Notstromanlagen, eine Werkfeuerwehr, einen Brandplatz und eine Anlage zur Schwelgaserzeugung.

### Produktion
Das Werk Herrenwald produzierte ausschließlich Hexyl. Nach Anlaufen der Produktion wurden in den Jahren 1943 und 1945 von diesem Spezialsprengstoff etwa 6.000 t hergestellt, bis Anfang 1945 die Produktion wegen Rohstoffmangels eingestellt wurde. Die vier Sprengstoff-Füllgruppen waren auf eine monatliche Leistung von 4.000 t ausgelegt, wobei eine darüber hinaus auch noch als Delaborierungsanlage genutzt wurde. Insgesamt wurden hier rund 100.000 t Sprengstoff in verschiedene Munitionshülsen von Heer, Luftwaffe und Kriegsmarine verfüllt. Hierzu gehörten neben den Lasträumen der Fieseler Fi 103 auch Gefechtsköpfe der Fernrakete Aggregat 4 (A4, Propagandabezeichnung V2) für das Heer. Das im Werk Herrenwald verfüllte TNT stammte sämtlich aus dem benachbarten Werk Allendorf der Verwertchemie.

## Arbeitskräfte und Lager

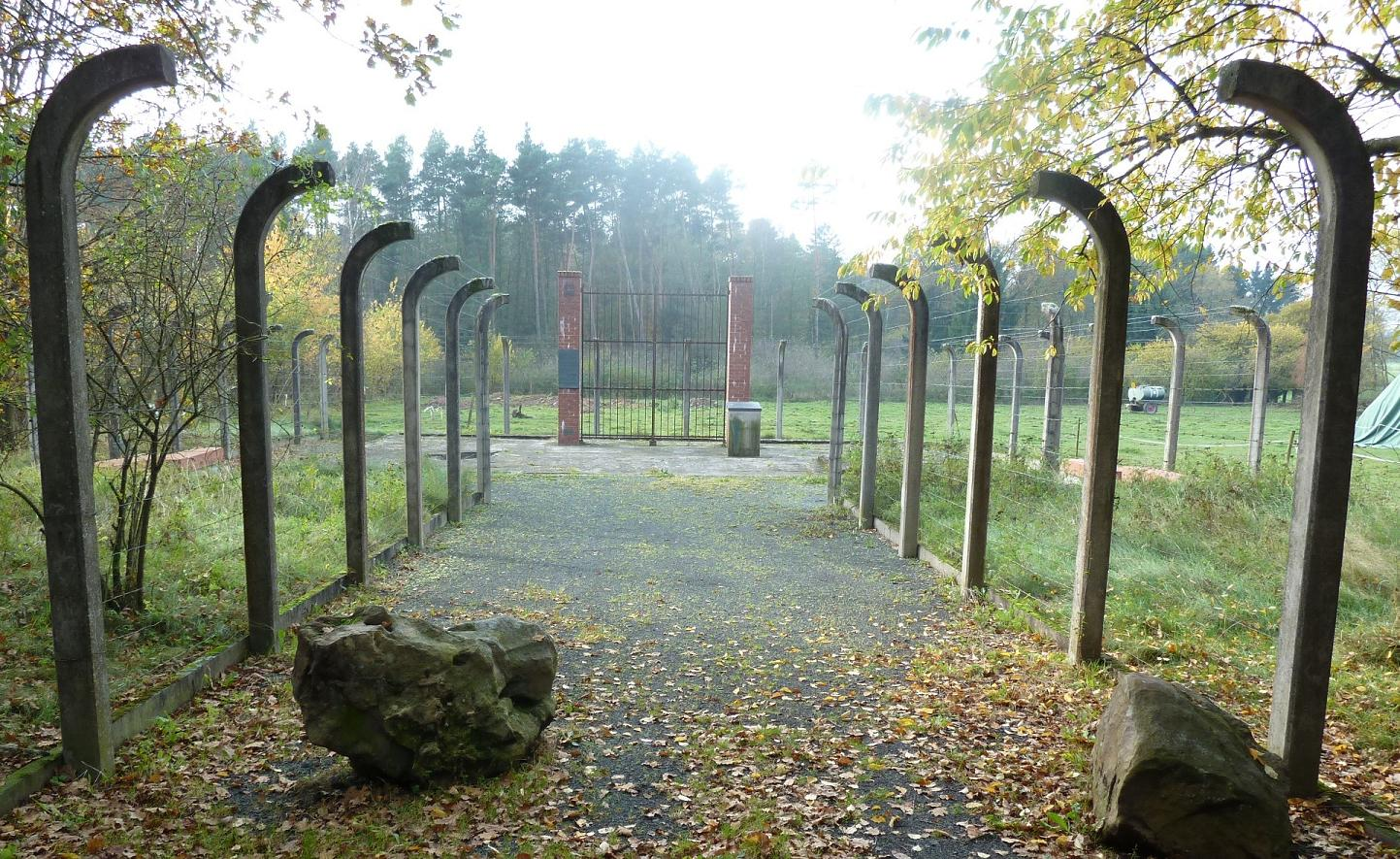
Gedenkstätte am Standort des früheren Zwangsarbeiter- und KZ-Außenlagers Münchmühle

### Zahl und Herkunft der Arbeitskräfte
Bereits der Aufbau der beiden Werke erforderte eine Zahl von Arbeitern, die weit über das Arbeitskräftepotential der Region hinausging. Ab 1939 war Allendorf ein Schwerpunkt der Arbeitsvermittlung im Landesarbeitsamt-Bezirk Hessen, wobei die Mehrzahl der Arbeitskräfte schon vor Kriegsbeginn im Rahmen von Dienstverpflichtungen nach Allendorf kam. 1941 waren etwa 17.000 Personen beim Bau der Werke beschäftigt. Hierzu zählten auch Angehörige des Reichsarbeitsdienstes (RAD), von denen zwischen 1941 und 1945 rund 10.000 bei Hilfsarbeiten im Rahmen des Werksausbaus zum Einsatz kamen.
Beim Betrieb der beiden Sprengstoffwerke arbeiteten, überwiegend unfreiwillig, Menschen aus 22 Nationen, deren Behandlung sich nach den rassistischen Kriterien der NS-Ideologie richtete. Am 31. Dezember 1944 arbeiteten im Verwertchemie-Werk Allendorf 4.982 Menschen; im WASAG-Werk Herrenwald waren es 1.758. Von den 6.740 Arbeitskräften beider Werke zu diesem Zeitpunkt waren 42 % weiblich. Nur 57 % der Arbeitskräfte im Werk Herrenwald waren Deutsche, im Werk Allendorf sogar nur 38 %.
Die ausländischen Zwangsarbeiter stammten unter anderem aus Belgien, Frankreich, Italien, Luxemburg, den Niederlanden, Jugoslawien Polen und Ungarn. Hinzu kamen etwa 2.000 sogenannte „Ostarbeiter“ aus der Sowjetunion (davon 70 Kinder und Jugendliche), von denen nachweisbar 123 an den Folgen von Unterernährung, Misshandlungen und Schwerstarbeit starben. Am 16. August 1944 traf ein Transport von rund 1.000 meist jüdischen Frauen aus Ungarn in Allendorf ein, welche zuvor im KZ Auschwitz von Mengele selektiert worden waren.

### Lebens- und Arbeitsbedingungen
Die ausländischen Zwangsarbeiter in den Sprengstoffwerken waren einer Vielzahl an Verordnungen, Erlassen und Gesetzen unterworfen, welche den Arbeitsalltag regeln sollten und durch Werkschutz, Polizei und Lagerführungen überwacht und rigoros durchgesetzt wurden. Dabei wurden die Arbeitskräfte aus Westeuropa im Allgemeinen besser behandelt als diejenigen aus Osteuropa und insbesondere die KZ-Häftlinge. Bei „Vergehen“ drohte dem betreffenden Zwangsarbeiter die Meldung an die Staatsanwaltschaft oder die Gestapo und damit die Einlieferung in das bei Kassel gelegene Arbeitserziehungslager Breitenau mit eventuell folgender Einweisung in ein Konzentrationslager (nachgewiesen in 80 Fällen). Gelegentlich wurden auch Todesurteile zur „Abschreckung“ vor Ort im Beisein der Landsleute eines Zwangsarbeiters vollstreckt, so am 26. Oktober 1942 im Fall eines bei Betziesdorf durch die Gestapo hingerichteten Polen. Kranke Zwangsarbeiter und Zwangsarbeiterinnen sowie Schwangere wurden in das Durchgangslager Pfaffenwald abgeschoben, wo bei schwangeren Zwangsarbeiterinnen nicht selten Zwangsabtreibungen vorgenommen wurden.
Der tagtägliche direkte Umgang mit den in der Sprengstoffherstellung und -verarbeitung verwendeten giftigen Stoffen führte in zahlreichen Fällen zu Gesundheitsschäden unter den Beschäftigten. Allgemein verbreitet waren gelbe bis lila Verfärbungen von Haaren, Haut und Nägeln. Weiterhin traten Allergien und Hautreaktionen auf. Der Kontakt mit den Sprengstoffen führte darüber hinaus wiederholt zu Schäden am Zentralnervensystem und zu Lebervergiftungen. Durch die Brisanz der Sprengstoffe bestand jederzeit die Gefahr, bei einer Explosion getötet zu werden. Neben kleineren Explosionsunfällen ereignete sich am 20. September 1944 die Explosion eines Schmelz-, Misch- und Gießhauses auf dem Werksgelände der WASAG. Hierbei wurden elf Menschen, darunter neun ausländische Zwangsarbeiter, getötet und neun weitere verletzt.

### Siedlungen und Lager
Zur Unterbringung der Arbeitskräfte und Zwangsarbeiter sowie der am Bau der Werke Beschäftigten entstand ein ganzer Komplex von zehn Barackenlagern und sechs Siedlungen in der Umgebung, insbesondere in der Nachbarschaft der Dörfer Allendorf und Niederklein.
Für deutsche Angestellte und Beschäftigte in leitender Position wurden zum Teil eigene Einfamilienhäuser in geschlossenen Siedlungen im Stil der Heimatschutzarchitektur errichtet. Dies waren die Haart-Siedlung⊙ und die Weddingenstraße sowie das bestehende Schloss Plausdorf für die Verwertchemie und die Tirpitzstraße für die WASAG. Auch die Gossebach-Siedlung (Steinlager)⊙. und die Graf-Spee-Straße in Neustadt (Hessen) dienten hauptsächlich der Unterbringung deutscher Betriebsleiter. Die RAD-Männer waren in den Lagern Drausmühle⊙, Lehrbacher Straße, Wasserscheide⊙ sowie (vorübergehend) Niederklein I einquartiert.
Die ausländischen Zwangsarbeiter waren sowohl in unbewachten als auch in bewachten Lagern untergebracht. Zu den unbewachten Lagern, hauptsächlich für die Arbeitskräfte aus Westeuropa, gehörten Am Teich (Teichlager)⊙, Niederklein I, Niederklein II, Münchmühle und die Siedlung Steimbl. Daneben gab es vier bewachte und mit Stacheldrahtumzäunung sowie Wachtürmen versehene Lager:
- Lager Allendorfer Höhe⊙ für „Zivilarbeiter“ aus Polen und der Sowjetunion.[35]
- Lager Hofwiese⊙ für französische, serbische und sowjetische Kriegsgefangene.[36]
- Lager Falkenhahn⊙ als Außenstelle des Zuchthauses Ziegenhain;[37] Insassen waren ab Mai 1942 bis zu 100 polnische Strafgefangene, später etwa 400 deutsche Strafgefangene aus Ziegenhain und dem Landgerichtsgefängnis Marburg, ab September 1944 noch 83 luxemburgische Frauen.[38]
- Lager Münchmühle⊙, ursprünglich für französische und serbische Kriegsgefangene, ab August 1944 Außenlager des KZ Buchenwald für bis rund 1.000 meist jüdische Frauen aus Ungarn sowie der Slowakei, bewacht von 46 SS-Männern und 47 SS-Aufseherinnen.[39][40][41]

## Die Werke nach 1945

### Entmilitarisierung und Demontage
Beide Allendorfer Sprengstoffwerke arbeiteten bis zum 27. März 1945, am 30. März 1945 besetzten dann Panzerverbände der US Army ohne nennenswerten Widerstand den Ort Allendorf. Das Gelände der Sprengstoffwerke selbst wurde jedoch erst sechs Tage später besetzt. Trotz eines umgehend verhängten Betretungsverbotes wurden die Werksanlagen umgehend von Deutschen und von befreiten Zwangsarbeitern geplündert. Erst als die amerikanischen Truppen Teile des Geländes für eigene Zwecke, insbesondere als Depot für beschlagnahmtes Gerät und Munition der deutschen Wehrmacht, nutzte, gingen die Plünderungen zurück.
Die ehemaligen Arbeiterlager wurden nach der Befreiung der Zwangsarbeiter durch die Amerikaner zunächst für die Unterbringung von Displaced Persons (DPs) und Kriegsgefangenen genutzt.
Am 19. Januar 1946 befahl die amerikanische Militärregierung der Regierung des Landes Groß-Hessen die Demontage und Zerstörung der als kriegswichtige Anlagen eingestuften Sprengstofffabriken durchzuführen. Bis Ende 1949 wurden in beiden Werken 97 Produktionsgebäude, 27 Transformator- und Unterstationen, 7 Notstrom- und Turbinenstationen und 53 Munitionsbunker gesprengt. Rund 30.000 t an Maschinen und Ausrüstungen wurden als Reparationsgut abtransportiert. Bei den verbleibenden Gebäuden waren die Erdaufschüttungen und Erdwälle zu entfernen, die Walltunnel einschließlich der Flügelmauern an den Eingängen zu sprengen und die Tarnung auf den Dächern und im Umfeld zu beseitigen.
Das Werk Herrenwald wurde von 1947 bis 1949 von der STEG für die Delaborierung von Munition genutzt.

### Vertriebenengemeinde und Industriestandort

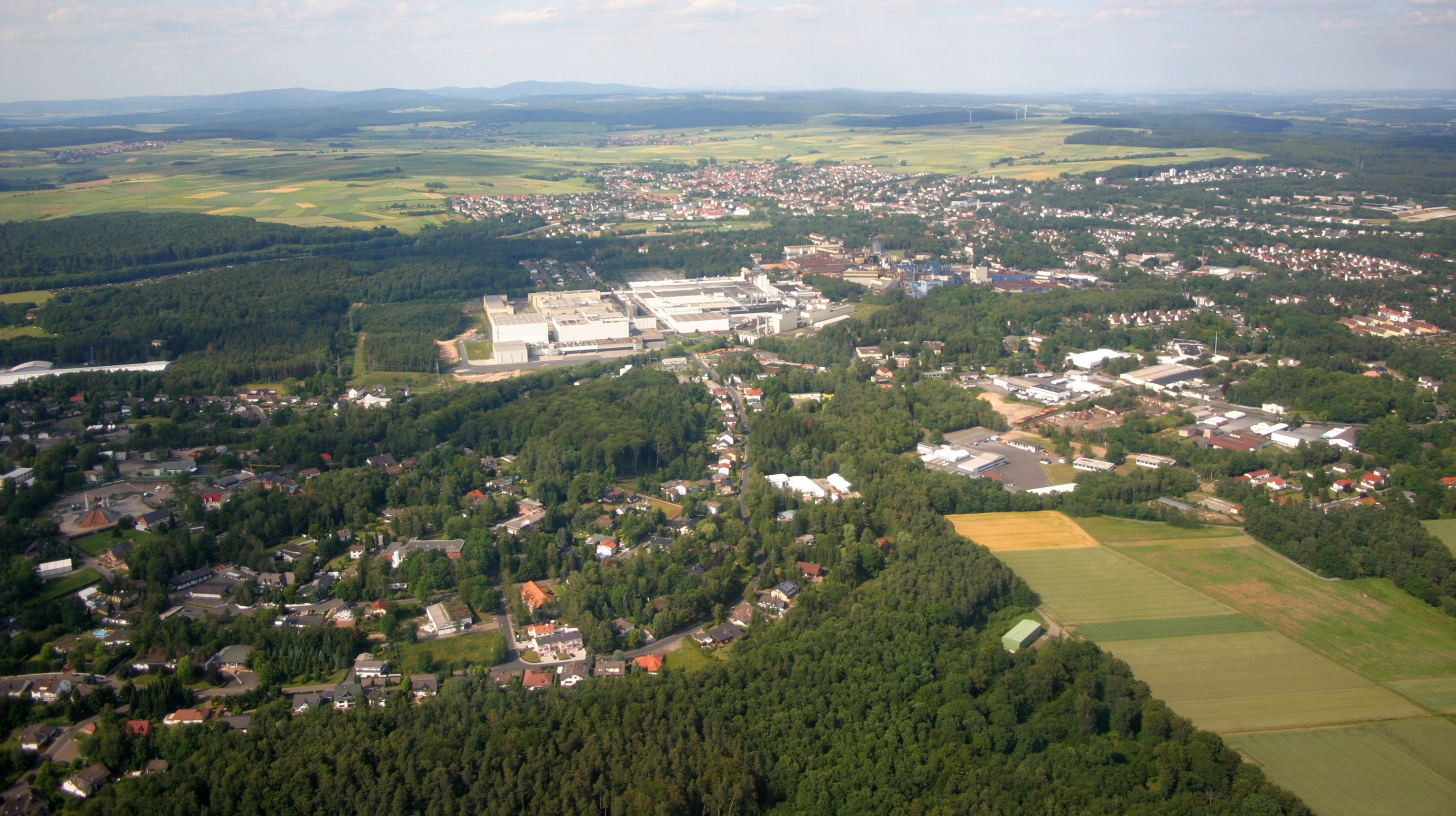
Luftaufnahme der heutigen Stadt

Mitte 1947 wurden im Landkreis Marburg 29.170 Evakuierte sowie Heimatvertriebene und Flüchtlinge aus den infolge des Potsdamer Abkommens abgetrennten deutschen Ostgebieten und dem Sudetenland registriert. In der Gemeinde Allendorf war ihr Anteil an der Bevölkerung besonders hoch, da die bestehenden Barackenlager der Sprengstoffwerke als (teilweise bis in die 1950er Jahre hinein genutzte) Notunterkünfte verwendet wurden. Vertriebene stellten die überwiegende Mehrheit der bei der Demontage der Werke und der Delaborierung Beschäftigten, was bei deren Ende zu einer hohen Arbeitslosigkeit vor Ort führte. Obgleich bereits 1945 von deutscher Seite eine zivile Umnutzung der vorhandenen Baulichkeiten von Verwertchemie und WASAG geplant war, konnte dies erst ab 1947 umgesetzt werden, so dass Anfang 1949 sechs Betriebe mit 478 Beschäftigten (ausnahmslos Heimatvertriebene) existierten.
Trotzdem hatte Allendorf noch 1953 mit 23 % eine der höchsten Arbeitslosenquoten im gesamten Gebiet der Bundesrepublik Deutschland. Ein deutlicher Aufschwung kam erst zustande, als Allendorf zu einem der regionalen Schwerpunkte im 1951 aufgestellten Hessenplan erklärt wurde. In diesem Zusammenhang erwarb das Land Hessen 1954 das gesamte ehemalige Werksgelände der Verwertchemie (zumeist DAG-Gebiet genannt) von der bundeseigenen Industrieverwaltungsgesellschaft mbH (bis 1951 Montan). Am 1. April 1954 nahm die neugegründete Aufbaugesellschaft Allendorf ihre Arbeit auf und trieb die Ansiedlung von Industriebetrieben in umgebauten Hallen und Bunkern des Werkes Allendorf systematisch voran. Weiterhin entstanden zwischen 1953 und 1966 insgesamt 2.800 Wohnungen in Neubausiedlungen nördlich und östlich des DAG-Gebietes. Im Unterschied zum rein zivil genutzten DAG-Gebiet wurde das WASAG-Gebiet bereits frühzeitig für eine militärische Nutzung im Rahmen der Wiederbewaffnung vorgesehen und ab 1959 zum Standort der Herrenwald-Kaserne und der Hessen-Kaserne der Bundeswehr. Als die Aufbaugesellschaft im Jahr 1966 aufgelöst wurde, betrug die Einwohnerzahl 15.100.
In Würdigung der Entwicklung vom Dorf zur Industriestadt erhielt die Gemeinde Allendorf im Jahr 1960 die Stadtrechte und nannte sich von da an Stadt Allendorf. Seit 1977 trägt die Stadt ihren heutigen Namen Stadtallendorf.

### Rüstungsaltlast
Bereits während des Betriebes der beiden Sprengstofffabriken kam es infolge der Einleitung von Abwässern mit Nitroverbindungen im Jahr 1941 zu einer Braunfärbung der Lahn, verbunden mit einem Fischsterben. Nach 1945 unterblieb wie an den anderen Standorten der deutschen Sprengstoffproduktionen eine Sanierung der chemischen Rückstände der Produktion. Bundesweit setzte ein Umdenken erst mit dem Stoltzenberg-Skandal von 1979 ein. Parallel dazu begann auch erst in den 1980er Jahren die historische Aufarbeitung der Rüstungsproduktion und Zwangsarbeit im Nationalsozialismus. 1987 veröffentlichten der BUND und Wissenschaftler der Philipps-Universität Marburg die Ergebnisse ihre Recherchen über die Rüstungsaltlasten aus der NS-Zeit auf dem Gebiet der damaligen beiden deutschen Staaten.
Die systematische Sanierung der Rüstungsaltlasten in Stadtallendorf begann 1986 mit einem im Auftrag des Landkreises Marburg-Biedenkopf erstellten Gutachten. Bis dahin waren nur in Einzelfällen Sanierungsarbeiten durchgeführt worden. 1990/91 bis 2005 wurde mit beträchtlichem Aufwand auf dem gesamten DAG-Gebiet eine Bodensanierung durchgeführt.

### DIZ und Stadtmuseum

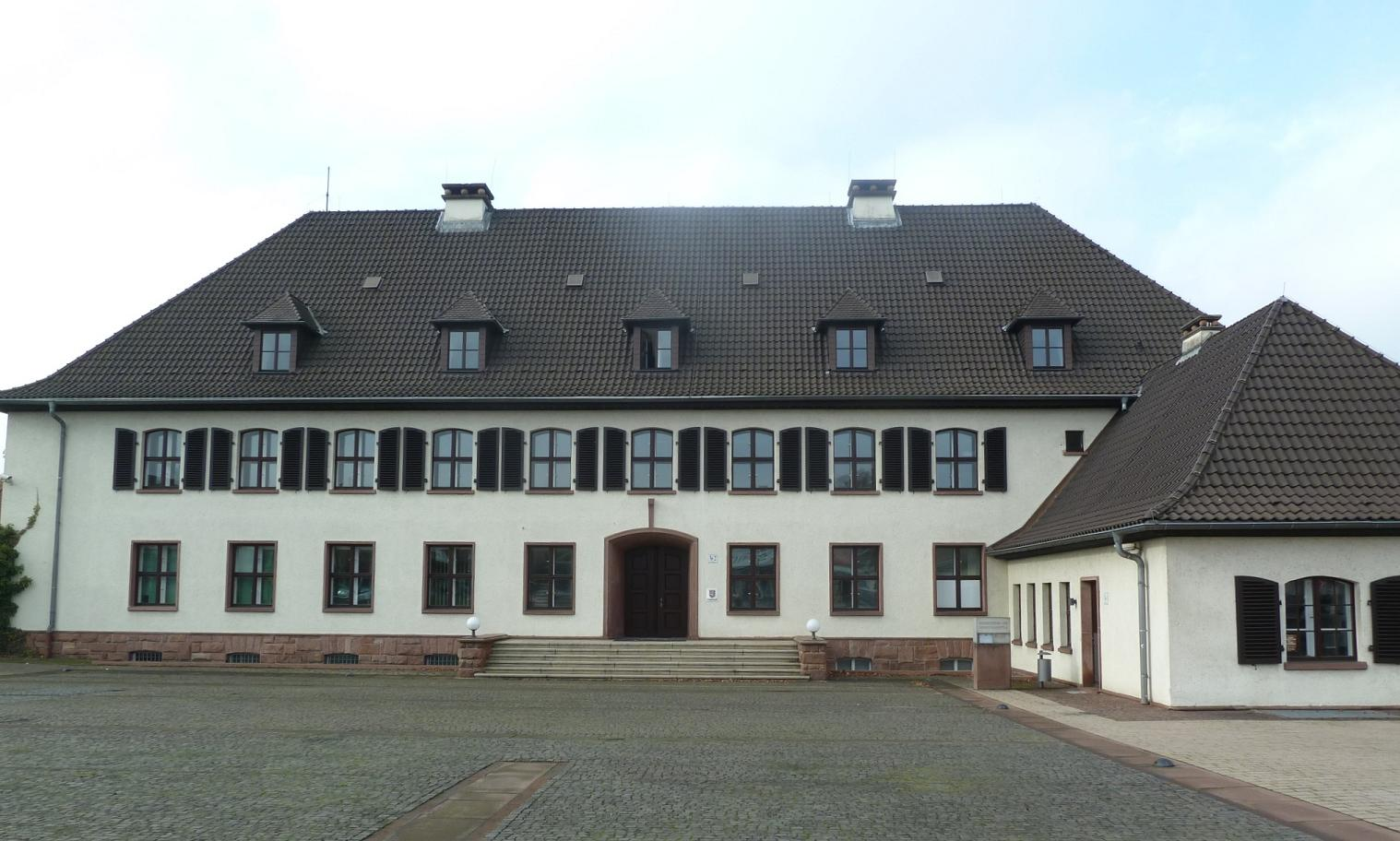
Der Sitz des DIZ im früheren Verwaltungsgebäude der DAG

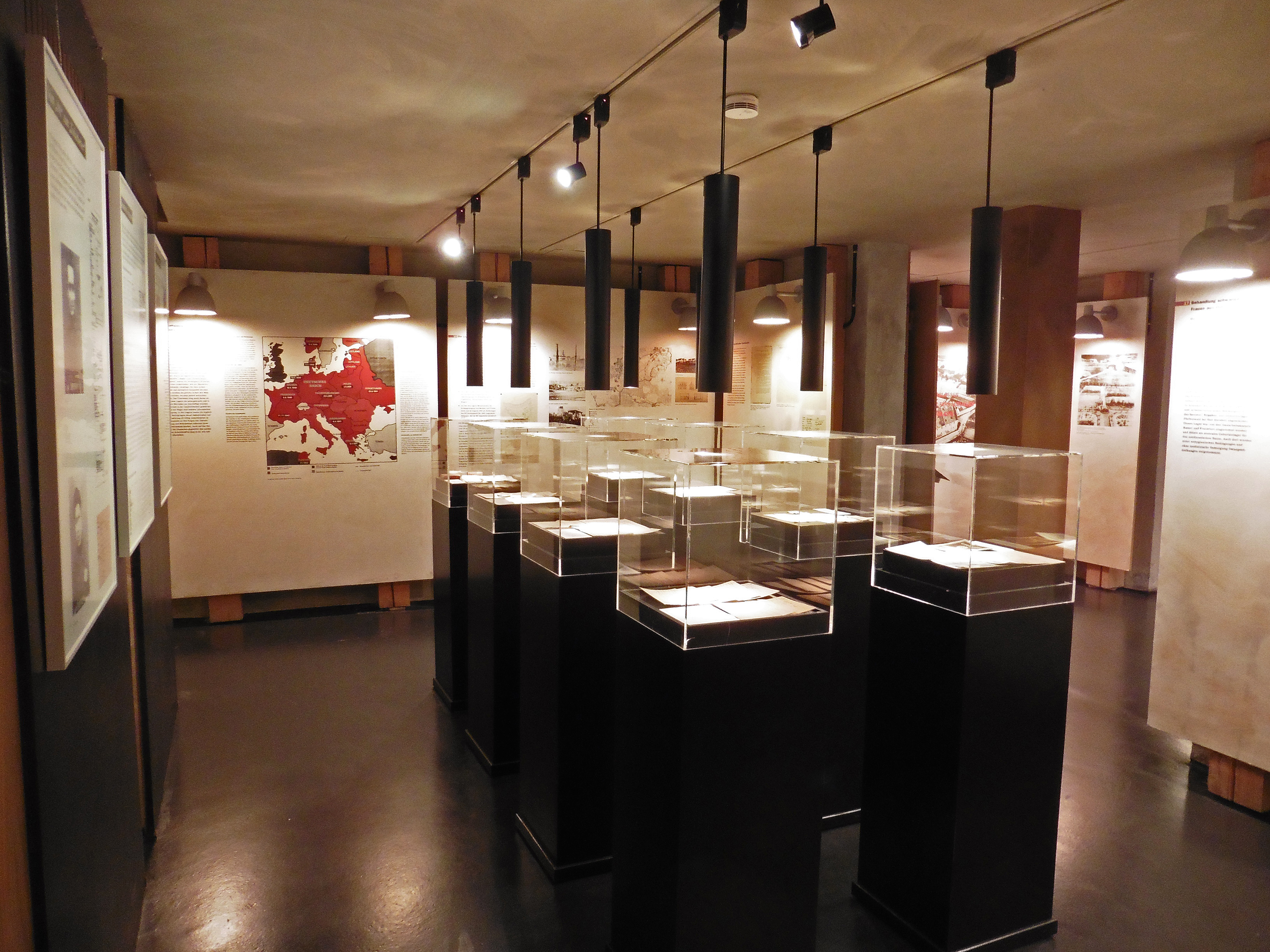
Ausstellungsraum im DIZ

Erste Anstöße zur Aufarbeitung der Geschichte der Sprengstoffwerke gab die Teilnahme der Schulen in Stadtallendorf und Kirchhain am Geschichtswettbewerb des Bundespräsidenten 1980/81 zum Thema Alltag im Nationalsozialismus. Die öffentliche Diskussion in der Folgezeit mündete schließlich 1986 in die Gründung einer städtischen Arbeitsgruppe. Im Oktober 1990 fand eine Begegnungswoche mit überlebenden Häftlingen des KZ-Außenlagers Münchmühle statt. Im Ergebnis der intensiven Erforschung der Geschichte entstand schließlich das am 4. November 1994 eröffnete Dokumentations- und Informationszentrum (DIZ) im ehemaligen Verwaltungsgebäude der DAG⊙ im Stadtzentrum. Die Dauerausstellung im DIZ wurde 2010 um eine Dokumentation der Nachkriegsgeschichte erweitert. Zum Angebot des DIZ gehören auch Vorträge, Seminare und Geländeführungen.